# Lucio Flavio Fimbria
Lucio Flavio Fimbria (en latín Lucius Flavius Fimbria) fue un senador romano del siglo I, que desarrolló su carrera bajo los imperios de Nerón y Vespasiano. 

## Carrera política
Natural de Italia, descendiente de una antigua familia republicana a la que pertenecía el consul de 104 a. C. Cayo Flavio Fimbria, su único cargo conocido fue el de consul suffectus entre julio y agosto de 71, y fue promocionado por el intento propagandístico de Vespasiano de ligar esta antigua rama de la gens Flavia con la suya propia, mucho más modesta y reciente.